# Strefa szarogłazowa
Strefa szarogłazowa (niem. Grauwackenzone) – geologiczna jednostka strukturalna oddzielająca Alpy Centralne od Północnych Alp Wapiennych i Południowych Alp Wapiennych. W istocie są to dwie jednostki strukturalne: północna strefa szarogłazowa oddzielająca Alpy Centralne od Północnych Alp Wapiennych oraz równoległa do niej, położona ok. 100 km na południe południowa strefa szarogłazowa oddzielająca Alpy Centralne od Południowych Alp Wapiennych. Obydwie strefy mają podobną pozycję tektoniczną i są zbliżone chronologicznie, różnią się natomiast litologicznie i facjalnie.

## Przebieg
Północna strefa szarogłazowa stanowi wąski, lecz bardzo wydłużony pas przebiegający mniej więcej równoleżnikowo na terenie Austrii między Wschodnimi Alpami Centralnymi a Północnymi Alpami Wapiennymi. Rozpoczyna się ona w okolicach przełęczy Semmering, następnie tworzy strefę obniżeń wykorzystywaną przez doliny rzek Mürz i Mura, poprzez płytką przełęcz Schoberpass tworzy obniżenie wykorzystywane przez górny bieg rzeki Anizy, obejmuje część Alp Ennstalskich, przebiega przez płaskowyż Ramsau położony bezpośrednio na południe od Dachsteinu, płaskowyż Wagrein, następnie tworzy obniżenie stanowiące dolinę górnego Salzachu, w tym okolice znanego miasteczka Zell am See, wchodzi jednak na teren masywu Dientener Berge stanowiącego niższy, południowy fragment Alp Salzburskich. Północna strefa szarogłazowa kieruje się dalej na zachód, tworząc fragment doliny Innu, rozszerzając się na Alpy Kitzbühelskie, część Prealp Tuxnerskich, dolinę Wiptal, północny skraj Stubaier Alpen. W okolicy miasta Landeck strefa szarogłazowa zwęża się i przechodzi dalej na zachód, na północ od Verwallgruppe w okolicach przełęczy Alberg.
Południowa strefa szarogłazowa uwidacznia się najbardziej w okolicach Klagenfurtu, Villach i doliny Gailtal.

## Geologia
Od sąsiadujących z nią Alp Centralnych, jak i Alp Wapiennych strefa szarogłazowa odróżnia się wyraźnie zarówno strukturalnie, jak i litologicznie.
Strefa szarogłazowa zbudowana jest ze skał osadowych i częściowo magmowych wieku paleozoicznego. Składają się na nią skały paleozoiku starszego (ordowik, sylur), jak i paleozoiku młodszego (dewon, karbon). Pod względem litologicznym przeważają skały osadowe typu okruchowego (łupki, zlepieńce, szarogłazy, piaskowce), ponadto występują magle i wapienie. W strefie szarogłazowej występują też skały magmowe (metatufity, mtabazalty, porfirogneisy) związane ze staropaleozoicznym wulkanizmem, którego wiek określa się na ordowik.
Skały te nie są na ogół zmetamorfizowane, niekiedy spotkać można jednak utwory typowo metamorficzne, jak fyllity, łupki chlorytowe czy łupki krystaliczne. Stopień metamorfizacji jest na ogół nieznaczny i umożliwia on badanie własności i wieku tych skał sprzed procesów metamorfizacyjnych. Wiek metamorficznych skał spotykanych w strefie szarogłazowej jest przedmiotem sporów. Ostatnie badania występującej w nich miki przeprowadzone trzema niezależnymi metodami dały wiek 600–800 mln lat, co odpowiada eokambrowi, tj. najmłodszemu okresowi ery proterozoicznej. Między innymi na tej podstawie ustalono, że skały osadowe, których metamorfizacja dała w wyniku łupki krystaliczne, związane są z kontynentem panafrykańskim i tworzyły się zapewne w morskim basenie sedymentacyjnym na obrzeżach istniejącego wówczas kontynentu Gondwana.
Większość geologów przyjmuje, że skały osadowe strefy szarogłazowej utworzone zostały w pasywnym obszarze Morza Tetydy. Podczas ruchów górotwórczych orogenezy alpejskiej skały tworzące strefę szarogłazową nasunięte zostały w kierunku północnym razem z płaszczowinami jednostek austryjskich na sztywną, paleozoiczną Platformę Zachodnioeuropejską.
W obrębie zarówno północnej, jak i południowej strefy szarogłazowej, równolegle do ich osi występują potężne uskoki o charakterze regionalnym: na północy Uskok Salzach-Aniza, na południu Linia Gailtalu. Położone między obydwoma uskokami Alpy Centralne zostały wypiętrzone setki metrów w stosunku do Alp Wapiennych. Wypiętrzenie spowodowało szybką erozje pokryw mezozoicznych i odsłonięcie krystalicznego rdzenia Alp Centralnych.

## Gospodarka
Skały tworzące strefę szarogłazową są słabo odporne na wietrzenie. Dlatego też na jej obszarze wytworzyły się obniżenia i doliny górskie, wykorzystywane przez liczne rzeki, jak Mürz, Mur, Aniza, Salzach. Szczyty położone w obrębie strefy szarogłazowej mają obłe, łagodne kształty. Pokryte są z rzadka lasami, a często wykorzystywane są jako dogodne pastwiska dla zwierząt – stąd też austriackie określenie Grassberge, które w swobodnym tłumaczeniu oznacza Góry Trawiaste lub Góry Łąkowe. Obecnie ze względu na łagodne nachylenia szczyty strefy szarogłazowej wykorzystuje się do budowy wyciągów i zjazdowych tras narciarskich.
Ze strefą szarogłazową związane jest występowanie bogactw mineralnych, w szczególności rud metali. Obecnie eksploatuje się rudy żelaza (góra Erzberg koło miasta Eisenerz), rudy srebra, magnezyt (Veitsch), grafit. Dawniej rejon strefy szarogłazowej był bardzo aktywny górniczo: wydobywano węgiel kamienny (Fohnsdorf), talk, rudy miedzi (Mittelberg), ołowiu, niklu, kobaltu. Obecnie niemal wszystkie kopalnie są zamknięte i mają jedynie znaczenie historyczne. Natomiast wydobywane odkrywkowo i na dużą skalę syderyty z góry Erzberg transportowane są do pobliskiej huty żelaza Donawitz, jednej z największych w Austrii.
Zasoby strefy szarogłazowej stanowiły podstawę rozwoju Styryjskiego Okręgu Przemysłowego. Posiada on do dzisiaj duże znaczenie dla gospodarki Austrii. Dla celów edukacyjnych w XVII wieku utworzono Akademię Górniczą w Leoben – jedną z najstarszych wyższych uczelni górniczych na świecie.